# Паккард, Кит
Кит Паккард (англ. Keith Packard, род. 16 апреля, 1963 года) — разработчик программного обеспечения, известный главным образом своей работой над X Window System.
Паккард отвечает за многие расширения X и технические документы по X. Он активно участвовал в разработке X с конца 1980-х годов в качестве члена MIT X Consortium, XFree86 и X.Org Foundation.

## Программное обеспечение, над которым работал Паккард
- Cairo
- Расширения X Window System: XRender, XFixes, XDamage, XComposite, XRandR
- KDrive
- fontconfig, Xft
- Nickle
- XDM
- Direct Rendering Infrastructure
- Драйвер USB ChaosKey в ядре Linux[1]